# 유관순 (1948년 영화)
"유관순"은 한국에서 제작된 윤봉춘 감독의 1948년 드라마 영화이다. 고춘희 등이 주연으로 출연하였고 방의석 등이 제작에 참여하였다.

## 출연

### 주연
- 고춘희
- 이선경
- 이일선
- 박순봉

## 기타
- 조명: 김성춘